# شميكان (أديامان)
شميكان (بالتركية: Şemikan والمعروف أيضا باسم Senikan، سنيكان)‏ هي قرية كرديّة تتبع إداريّاً لمديرية أديامان في محافظة أديامان التركية الواقعة في جنوب شرق الأناضول. وبلغ عدد سكانها 109 نسمة في عام 2021.